# 米里村 (岩手縣)
米里村（日语：／ Yonesato mura */?）是日本昭和三十年（1955年）時廢除，原屬岩手縣江刺郡的村，現在是奥州市江刺區米里。

## 沿革
- 明治八年（1875年）10月17日：人首（ひとかべ）村改稱米里村。
- 明治廿二年（1889年）4月1日：因為町村制的實施，米里村實施村制。
- 昭和三十年（1955年）2月10日：米里村、伊手村、岩谷堂町、稻瀨村、愛宕村、廣瀨村、田原村、玉里村、藤里村、梁川村合併成江刺町。

## 行政
- 歷代村長

| 代 | 姓名       | 就任                       | 退任                       | 備考 |
| -- | ---------- | -------------------------- | -------------------------- | ---- |
| 1  | 和田勝藏   | 明治22年（1889年）4月      | 明治26年（1893年）5月      |      |
| 2  | 和田岱助   | 明治26年（1893年）5月      | 明治34年（1901年）5月      |      |
| 3  | 高瀨敬内   | 明治34年（1901年）5月15日  | 明治42年（1910年）5月14日  |      |
| 4  | 後藤謙治郎 | 明治42年（1910年）10月15日 | 明治45年（1912年）6月25日  |      |
| 5  | 佐伯信     | 明治45年（1912年）7月15日  | 大正2年（1913年）8月30日   |      |
| 6  | 小野田岩藏 | 大正2年（1913年）9月23日   | 大正6年（1917年）9月22日   |      |
| 7  | 新田經     | 大正6年（1917年）9月23日   | 大正10年（1921年）9月22日  |      |
| 8  | 佐伯信     | 大正10年（1921年）9月23日  | 大正14年（1925年）9月22日  | 再任 |
| 9  | 三浦龜之進 | 大正14年（1925年）11月9日  | 昭和4年（1929年）11月8日   |      |
| 10 | 小野田岩藏 | 昭和4年（1929年）11月9日   | 昭和8年（1933年）6月3日    | 再任 |
| 11 | 佐伯信     | 昭和8年（1933年）6月12日   | 昭和12年（1937年）6月11日  | 三任 |
| 12 | 後藤謙治郎 | 昭和12年（1937年）6月12日  | 昭和16年（1941年）6月11日  | 再任 |
| 13 | 和田太助   | 昭和16年（1941年）6月12日  | 昭和21年（1946年）11月25日 |      |
| 14 | 杉田直吉   | 昭和22年（1947年）4月5日   | 昭和26年（1951年）2月1日   | 再任 |
| 15 | 佐伯信     | 昭和26年（1951年）4月23日  | 昭和30年（1955年）2月9日   | 四任 |